# Viandar de la Vera
Viandar de la Vera és un municipi de la província de Càceres, a la comunitat autònoma d'Extremadura (Espanya).

## Geografia
El terme municipal està situat a la zona muntanyosa de la faldilla meridional del Sistema Central o carpetovetònic, de manera que la topografia és abrupta i de forts pendents. Es comunica amb la carretera  EX-203.

## Demografia
| 2001 | 2002 | 2003 | 2004 | 2005 | 2006 |
| ---- | ---- | ---- | ---- | ---- | ---- |
| 310  | 306  | 300  | 303  | 291  | 279  |

## Personatges importants
Ernesto Valverde (1964), entrenador de futbol espanyol.